# Haskill Nunatak
L'Haskill Nunatak è un allungato nunatak antartico, un picco roccioso isolato, alto 1.710 m, situato 5 km a ovest del Dyrdal Peak, nella parte meridionale del Forrestal Range, nei Monti Pensacola, in Antartide. 
Il nunatak è stato mappato dall'United States Geological Survey (USGS) sulla base di rilevazioni e foto aeree scattate dalla U.S. Navy nel periodo 1956-66.
La denominazione è stata assegnata dall'Advisory Committee on Antarctic Names (US-ACAN) in onore di Robert E. Haskill, operatore radio presso la Stazione Ellsworth nell'inverno del 1957.